# Ужуїха
Ужуї́ха (рос. Ужуиха) — селище в Сарапульському районі Удмуртії, Росія.

## Населення
Населення становить 46 осіб (2010).